# Ich + Ich
Ich+Ich (pronúnciese "ich und ich" /ɪç ʊnt ɪç/; en idioma alemán, "yo y yo") es el nombre de un grupo de música pop alemán formado por la cantante y productora musical Annette Humpe (* 28 de octubre de 1950) y el cantante alemán de ascendencia árabe Adel Tawil (* 15 de agosto de 1978).

## Historia
Ambos se conocieron por casualidad en la primavera del año 2002, en un estudio de grabación de Berlín, en el que Tawil cantaba por encargo para una producción escrita por Humpe. Como resultado de este encuentro surgió en 2004 un álbum común, que salió al mercado el 18 de abril de 2005. Antes incluso de la publicación de su disco de debut, Ich+Ich ya habían conseguido colocar su tema Geht's dir schon besser? en las listas de sencillos alemanas el 8 de noviembre de 2004. Los sencillos Du erinnerst mich an Liebe y Dienen se situaron también entre los 10 primeros puestos de las listas de éxitos en Alemania.
En enero y febrero de 2006, Annette Humpe y Adel Tawil presentaron su disco en una gira, en la cual consiguieron vender todas las entradas en la mayor parte de los conciertos.
Su segundo álbum de estudio, Vom selben Stern salió a la venta el 29 de junio de 2007. El sencillo homónimo se había publicado dos semanas antes, y ha permanecido en las listas alemanas más de 60 semanas. El 9 de noviembre vio la luz el segundo sencillo del álbum, titulado Stark.

## Discografía

### Álbumes
| Año  | Título           | Posición en las listas | Posición en las listas | Posición en las listas |
| Año  | Título           | Alemania               | Austria                | Suiza                  |
| ---- | ---------------- | ---------------------- | ---------------------- | ---------------------- |
| 2005 | Ich + Ich        | 10                     | 34                     | –                      |
| 2007 | Vom selben Stern | 1                      | 2                      | 4                      |
| 2009 | Gute Reise       | 1                      | 4                      | 5                      |

### Sencillos
| Año  | Título                     | Posición en las listas | Posición en las listas | Posición en las listas | Álbum            |
| Año  | Título                     | Alemania               | Austria                | Suiza                  | Álbum            |
| ---- | -------------------------- | ---------------------- | ---------------------- | ---------------------- | ---------------- |
| 2004 | Geht’s dir schon besser?   | 67                     | –                      | –                      | Ich + Ich        |
| 2005 | Du erinnerst mich an Liebe | 4                      | 6                      | 63                     | Ich + Ich        |
| 2005 | Dienen                     | 7                      | 16                     | –                      | Ich + Ich        |
| 2005 | Umarme mich                | 41                     | 17                     | –                      | Ich + Ich        |
| 2007 | Vom selben Stern           | 3                      | 4                      | 40                     | Vom selben Stern |
| 2007 | Stark                      | 2                      | 2                      | 5                      | Vom selben Stern |
| 2008 | So soll es bleiben         | 3                      | 2                      | 13                     | Vom selben Stern |
| 2008 | Nichts bringt mich runter  | 20                     | 32                     | -                      | Vom selben Stern |
| 2008 | Wenn ich tot bin           | 51                     | 73                     | -                      | Vom selben Stern |
| 2009 | Pflaster                   | 1                      | 3                      | 6                      | Gute Reise       |

## Premios
- 2005
  - Goldene Stimmgabel como Dúo Pop más exitoso.[1]
- 2007
  - musicbeat.de: Mejor Pop Nacional del 2007 para el álbum Vom Selben Stern.[2]
- 2008
  - 1Live Krone como Mejor Banda del 2008 el 4 de diciembre de 2008.[3]
  - DIVA-Award como Artista musical del año.[4]
- 2009
  - Goldene Kamera en la categoría Música Nacional el 4 de febrero de 2009.[5]
  - ECHO en la categoría Mejor Banda Rock pop Nacional el 21 de febrero de 2009.[6]
  - Musikautorenpreis en la categoría Acto más exitoso el 28 de mayo de 2009.[7]

## Curiosidades
- La pareja de Adel Tawil es Jasmin Weber, actriz de una famosa serie de televisión alemana llamada Gute Zeiten - Schlechte Zeiten. La actriz aparece en los videoclips de las canciones Geht's dir schon besser? y Vom selben Stern.

- En el video de Vom selben Stern aparecen varios personajes famosos en Alemania; entre otros: la cantante de Silbermond, Stefanie Kloß; el músico de rock Udo Lindenberg; los cantantes de la banda Stonedeafproduction; los futbolistas del Hertha de Berlín Fredi Bobic y Sofian Chahed; el productor musical James Last; el showman Kurt Krömer; el músico y comediante Olli Dittrich; el presentador de la cadena MTV Patrice Bouédibéla; la cantante del grupo indie alemán Panda y la política de "los verdes" Antje Vollmer.